# Maryana Iskander
Maryana Iskander (El Cairo, 1 de septiembre de 1975) es una abogada y empresaria social estadounidense nacida en Egipto. Es la directora ejecutiva (CEO) de la Fundación Wikimedia. Iskander es la ex directora ejecutiva de Harambee Youth Employment Accelerator y ex directora ejecutiva de Planned Parenthood.

## Primeros años y educación
Maryana Iskander nació en El Cairo, Egipto, donde vivió antes de emigrar a los Estados Unidos con su familia a la edad de cuatro años. Su familia se estableció en Round Rock (Texas). Iskander se graduó con magna cum laude de la Universidad de Rice con un título en sociología antes de obtener su MSC en la Universidad de Oxford como becaria Rhodes, donde fundó la Asociación de Mujeres de Rhodes. En 2003, se graduó de la Facultad de Derecho de Yale.

## Vida profesional
Después de graduarse de Oxford, Iskander comenzó su carrera como asociada en McKinsey and Co. Después de graduarse de la Facultad de Derecho de Yale, Iskander fue secretaria de Diane P. Wood en la Corte de Apelaciones del Séptimo Circuito en Chicago, Illinois. Luego se desempeñó como asesora del presidente de Rice University, David Leebron. Después de dos años, Iskander dejó su trabajo en Rice para asumir el cargo de directora de operaciones de Planned Parenthood Federation of America en Nueva York. También se ha desempeñado como consultora de estrategia para WL Gore Associates y como asistente legal en Cravath, Swaine Moore en Nueva York y Vinson Elkins en Houston.
Después de su tiempo en Planned Parenthood, Iskander comenzó a trabajar en 2012 como directora de operaciones de Harambee Youth Employment Accelerator en Sudáfrica antes de convertirse en su directora ejecutiva (CEO) en 2013, su función actual. Harambee se centra en conectar a los empleadores con los trabajadores primerizos para reducir el desempleo juvenil y aumentar la retención. Iskander busca que los empleadores vean la contratación y la retención de trabajadores primerizos no como un acto de caridad, sino como un talento. Al crear un gran grupo de trabajadores que es fácilmente navegable y al demostrar que los jóvenes pueden emplearse con éxito utilizando este método, Harambee ha podido ampliar sus esfuerzos y efectividad. Durante su tiempo como directora ejecutiva, ha llevado a Harambee a convertirse en una de las principales organizaciones sin fines de lucro de Sudáfrica y un contribuyente significativo al empleo de jóvenes de Sudáfrica, habiendo conectado a 100,000 trabajadores jóvenes con oportunidades laborales en asociación con 500 empresas a partir de junio de 2019.
El 14 de septiembre de 2021, Iskander fue nombrada directora ejecutiva de la Fundación Wikimedia. Y comenzó sus actividades el 5 de enero de 2022.

## Reconocimiento

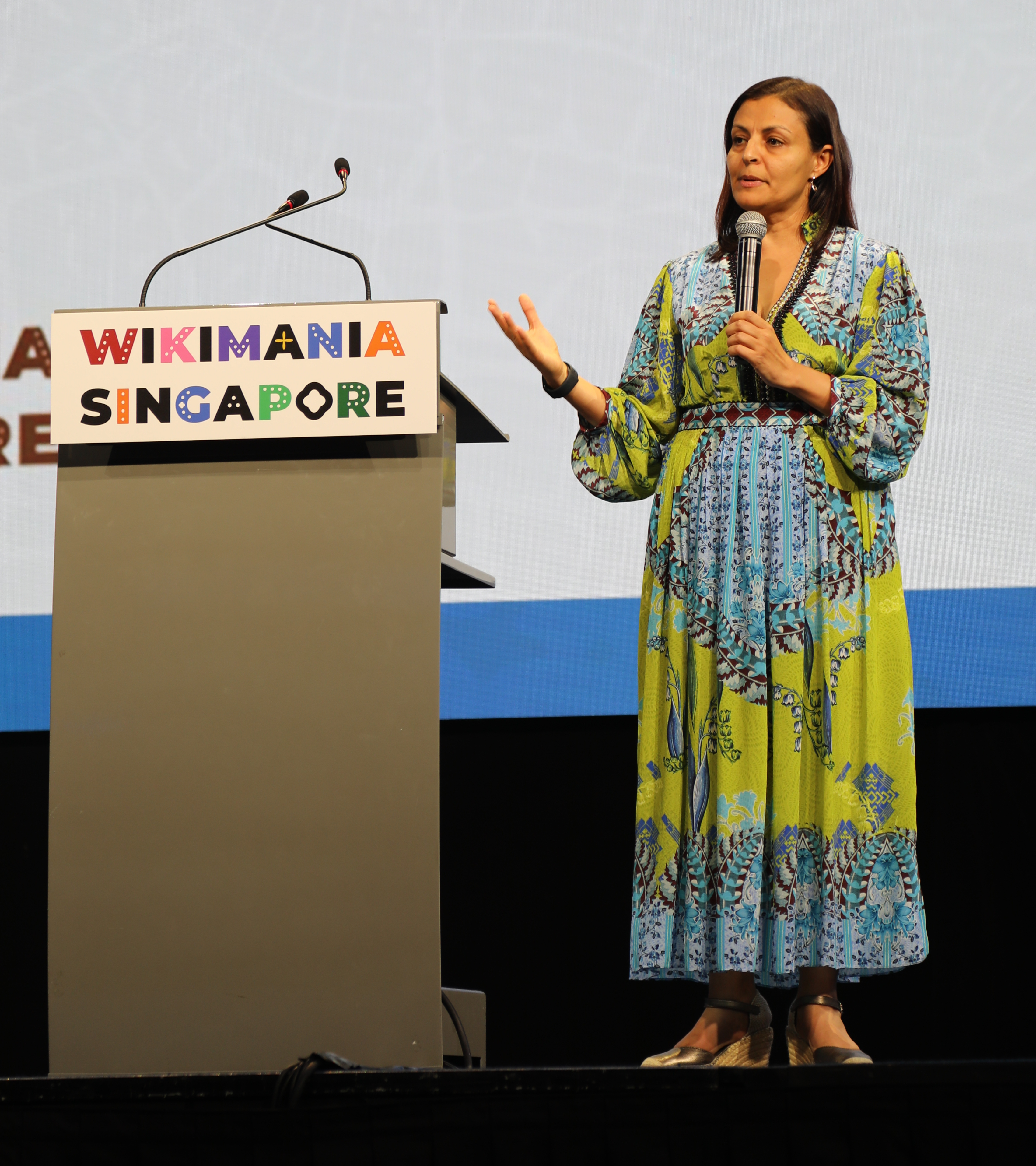
Maryana Iskander, CEO de Wikimedia Foundation durante un evento en Wikimania Singaur, 2023.

Iskander ha recibido varios premios y becas notables. Estos incluyen el Premio Skoll de Emprendimiento Social y el Premio de Exalumnas Distinguidas de la Facultad de Derecho de Yale. En 2002, recibió la Beca Paul and Daisy Soros para Nuevos Americanos, que se otorga a inmigrantes o hijos de inmigrantes "que están preparados para hacer contribuciones significativas a la sociedad, la cultura o su campo académico de Estados Unidos". Recibió una beca Rhodes y una beca Harry S. Truman . También fue miembro de la clase de 2006 de Henry Crown Fellows en el Aspen Institute y de su Aspen Global Leadership Network. La organización y su liderazgo han sido reconocidos con premios y financiamiento de organizaciones como la Fundación Skoll y USAID.